# Rally Costa Brava de 2008
El Rally Costa Brava de 2008 fue la 56.ª edición y la décima ronda de la temporada 2008 del Campeonato de España de Rally. Se celebró del 7 al 8 de noviembre y contó con un itinerario de diez tramos sobre asfalto que sumaban un total de 154,12 km cronometrados.

## Clasificación final
| Pos. | Piloto               | Copiloto        | Coche                    | Tiempo      | Diff.   |
| ---- | -------------------- | --------------- | ------------------------ | ----------- | ------- |
| 1.   | Sergio Vallejo       | Diego Vallejo   | Porsche 911 GT3          | 1:40:36.3   | 0.0     |
| 2.   | Enrique García Ojeda | Jordi Barrabés  | Peugeot 207 S2000        | 1:40:38.3   | +2.0    |
| 3.   | Xavi Pons            | Alex Haro       | Porsche 911 GT3          | 1:42:16.5   | +1:40.2 |
| 4.   | Dani Solá            | Óscar Sánchez   | Ferrari 360 Rally        | 1:42:36.6   | +2:00.3 |
| 5.   | Josep María Membrado | Jordi Vilamala  | Renault Mégane Maxi      | 1:42:51.9   | +2:15.6 |
| 6.   | Albert Orriols       | Lluis Pujolar   | Peugeot 206 WRC          | 1:43:40.1   | +3:03.8 |
| 7.   | Joan Vinyes          | Jordi Mercader  | Renault Clio R3          | 1:45:38.7.5 | +5:02.4 |
| 8.   | Jordi Zurita         | Xavi Amigo      | Mitsubishi Lancer Evo IX | 1:47:22.3   | +6:46.0 |
| 9.   | Eduard Forés         | Xavier Alujú    | Mitsubishi Lancer Evo IX | 1:47:31.7   | +6:55.4 |
| 10.  | Jordi Martí          | Gabriel Sánchez | Mitsubishi Lancer Evo IX | 1:47:46.6   | +7:10.3 |